# Le Serment (mini-série)
Pour les articles homonymes, voir The Promise et Le Serment.
 (août 2018).
Le Serment (The Promise) est une mini-série britannique en quatre épisodes d'environ 90 minutes réalisée par Peter Kosminsky, et diffusée entre le 6 et le 27 février 2011 sur Channel 4.
En France, elle est diffusée à partir du 21 mars 2011 sur Canal+, puis en clair dès le avril 2012 sur Arte, et dans son intégralité, toujours sur Arte, dans la nuit du 31 décembre 2014 au 1er janvier 2015.

## Synopsis
À Leeds, en juin 2005, Erin, 18 ans, s'apprête à passer ses vacances d'été en Israël, avec sa meilleure amie, Eliza. Avant de partir, la jeune femme accompagne sa mère à l'hôpital afin de rendre visite à Len, son grand-père malade. Plus tard, en triant ses affaires, Erin met la main sur son journal intime. Elle découvre que Len a fait partie, en 1945, des forces britanniques de maintien de la paix en Palestine.

## Fiche technique
- Titre original : The Promise
- Réalisation : Peter Kosminsky
- Musique : Debbie Wiseman
- Genre : drame
- Pays :  Royaume-Uni
- Langue : britannique
- Durée : 360 minutes
- Première diffusion : 6 février 2011 sur Channel 4

## Distribution
- Claire Foy (VF : Anne Tilloy) : Erin Matthews
- Christian Cooke (VF : Olivier Augrond) : Le Sergent Len Matthews
- Itay Tiran (en) (VF : Fabrice Josso) : Paul Meyer
- Katharina Schüttler (VF : Ariane Aggiage) : Clara Rosenbaum
- Haaz Sleiman (VF : Mustapha Abourachid) : Omar Habash
- Ali Suliman (VF : Omar Yami) : Abu-Hassan Mohammed
- Perdita Weeks (VF : Ilana Castro) : Eliza Meyer
- Ben Miles (VF : Sébastien Finck) : Max Meyer
- Smadar Wolfman (VF : elle-même) : Leah Meyer
- Holly Aird (en) (VF : Pascale Vital) : Chris Matthews
- Hiam Abbass (VF : elle-même) : Old Jawda
- Lukas Gregorowicz (VF : Sacha Petronijevic) : Richard Rowntree
- Luke Allen-Gale (VF : Mathias Casartelli) : Jackie Clough
- Iain McKee (en) (VF : Jérôme Frossard) : Hugh Robbins
- Paul Anderson (VF : Jérémy Bardeau) : sergent Frank Nash
- Jamil Khoury (VF : Heni Drindi) : Kareem (comme Jameel Khoury)
- Yvonne Catterfeld : Ziphora
- Loai Nofi : Hamid (comme Loai Noufi)
- Raida Adon : Adiva
- Lana Zreik : Rabab

- Version française
Société de doublage : Télé-Europe[2]
Direction artistique : Gérard Dessalles[2]

Source VF : Doublage Séries Database